# آرژانتین
آرژانتین (به اسپانیایی: Argentina؛ تلفظ اسپانیایی: [aɾxenˈtina]) با نام رسمی جمهوری آرژانتین (به اسپانیایی: República Argentina)، کشوری در آمریکای جنوبی به پایتختی بوئنوس آیرس است. زبان رسمی دفاکتوی این کشور اسپانیایی و جمعیت آن ۴۵٬۸۰۹٬۰۰۰ نفر است. واحد پول آرژانتین، پزوی آرژانتین نام دارد. آرژانتین از لحاظ وسعت پس از برزیل دومین کشور آمریکای جنوبی و در بین کشورهای جهان هشتمین کشور از لحاظ وسعت است. آرژانتین سومین اقتصاد بزرگ آمریکای لاتین را دارد و آرژانتین به سرزمین نقره هم معروف است.
۹۷ درصد از جمعیت آرژانتین اروپایی‌تبار هستند که بیشترشان از نوادگان مهاجران ایتالیایی و اسپانیایی هستند. ۹۲ درصد از مردم این کشور مسیحی، ۱٫۹ درصد مسلمان و بقیه بی‌دین یا پیرو ادیان دیگر هستند.
منطقه کنونی آرژانتین پیش از این یکی از مستعمرات امپراتوری اسپانیا به نام «فرمانداری ریو دلا پلاتا» را تشکیل می‌داد. با درگرفتن جنگ استقلال آرژانتین، مردم این منطقه اعلام استقلال کردند و پس از استقلال جنگ‌های داخلی آرژانتین رخ داد که در خلال بخش اعظم سده نوزدهم ادامه یافت. این کشور در جریان سده بیستم با چندین کودتا و دوره‌های بی‌ثباتی سیاسی روبه‌رو شد و بحران‌های اقتصادی نیز در آن رخ داد.
جزایر فالکلند در امتداد فلات آرژانتین قرار دارد و اما در کنترل بریتانیا است. این جزایر میان دو کشور مورد مناقشه هستند. ارتش آرژانتین در ۲ آوریل سال ۱۹۸۲ اقدام به تصرف جزایر فالکلند کرد، اما نیروهای بریتانیایی موفق شدند که در ۲۰ ماه مه همان سال جزایر را دوباره پس گیرند. در این جنگ ۲۵۰ سرباز بریتانیایی و ۶۵۰ سرباز آرژانتینی کشته شدند.

## نام
اسپانیایی‌های مهاجم در سال ۱۵۱۶ میلادی وارد آرژانتین شدند و بسیاری از آنان با شنیدن شایعه وجود «کوه‌های نقره» در این منطقه به جستجوی این کوه‌های افسانه‌ای پرداختند. پیشینهٔ نام این کشور نیز از واژه لاتین argentum به معنای نقره گرفته شده است.
.

## مردم
در میان کشورهای آمریکای لاتین، آرژانتین طی سدهٔ بیستم بیشترین تعداد مهاجر را از آمریکای لاتین به‌خود دیده است. در سال ۲۰۰۱ آرژانتین ۱ میلیون مهاجر آمریکای لاتینی داشت که ۳۲ درصد آن از پاراگوئه بودند. آرژانتین همچنین میزبان بزرگ‌ترین جامعه یهودیان در آمریکای لاتین است.

## نژاد
- سفیدپوست ۹۶٫۷٪
- بومی‌های آرژانتین ۲٫۴٪
- آسیایی ۰٫۵٪
- سیاه‌پوست ۰٫۴٪

## تاریخ
پیش از ورود اروپائیان، آرژانتین جمعیت کم و پراکنده‌ای از سرخ‌پوستان بومی داشت. در دوره ۴ تا ۲ هزار سال پیش از میلاد منطقه کنونی آرژانتین با خشکسالی شدیدی روبه‌رو شد که باعث کاهش جمعیت بومی آن شد و بسیاری از مناطق داخلی و کوهپایه‌ای آن خالی از سکنه ماند.
کشف و استعمار آرژانتین در اوایل سده شانزدهم از سوی اسپانیایی‌ها آغاز شد. مهم‌ترین کاشفان اروپایی آرژانتین عبارت‌اند از: آمریگو وسپوچی (۱۵۰۲. م)_ خواندیاز دوسولی (۱۵۱۶. م)_ فردیناند ماژلان (۱۵۲۰. م).
در سال ۱۷۷۶. م نایب‌الملک ریو د لا پلاتا شامل آرژانتین، بولیوی، پاراگوئه و اروگوئه به مرکزیت بوئنوس آیرس تحت استعمار اسپانیا تشکیل شد، تا این که در سال ۱۸۱۶ میلادی، پس از ۳۰۰ سال، با وقوع انقلاب مه و تشکیل پریمرا خونتا، بوئنوس آیرس و متعاقباً سرزمین‌های مجاور آن به نام استان‌های متحد ریو د لا پلاتا، استقلال یافت.
در سال ۱۸۵۳ با تصویب قانون اساسی جدید، این کشور موسوم به " جمهوری آرژانتین " گردید. از آنجا که استان‌های کشور آرژانتین دارای استقلال عمل فراوان بودند، تا سال ۱۸۶۰ دولت مرکزی آن، قدرت چندانی نداشت. سرانجام در همان سال (۱۸۶۰) با ایجاد تمرکز قوی، اختیارات استان‌ها محدود شد و از این سال به کشور آرژانتین متحد (Argantine Natino) معروف گردید. در سال ۱۸۷۹ نیز با تصرف سرزمین‌های جنوبی موسوم به پاتاگونیا (Patagonia) , آرژانتین در حدود فعلی خود قرار گرفت و جمهوری آرژانتین فعلی تکوین یافت.

## سیاست

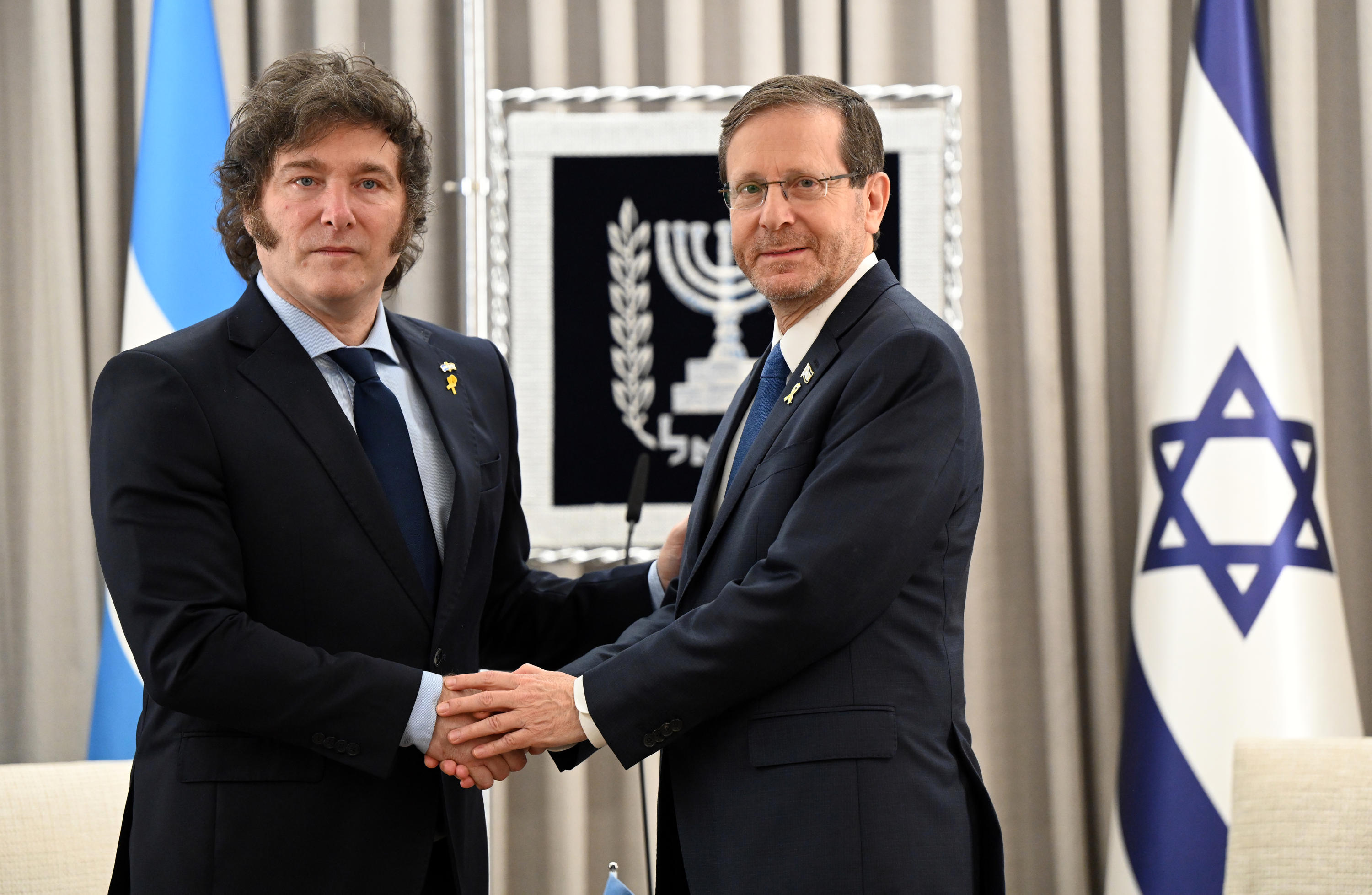
خاویر میلئی رئیس‌جمهور آرژانتین و اسحاق هرتزوگ رئیس‌جمهور اسرائیل

دیکتاتورهای نظامی آرژانتین، بین سال‌های ۱۹۷۶–۱۹۸۳ دست به قتل‌های سیاسی گسترده‌ای زدند. مادربزرگان داغدیده این قتل‌ها تا مدت‌ها همچنان همه هفته در میدان «ماه مه» بوئنوس آیرس، برای گرفتن خبر از وضع فرزندان و نوه‌های خود جمع می‌شدند.
ژنرال خورخه ویدلا رهبری حکومت نظامی آرژانتین بین سال‌های ۱۹۷۶ تا ۱۹۸۱ را برعهده داشت و از او به عنوان طراح اصلی جنگ کثیف و مسئول کشتار و ناپدید شدن هزاران نفر نام برده می‌شود. بیشتر از سی هزار نفر از مخالفان چپگرا در این ماجرا که جنگ کثیف نام گرفته کشته یا ناپدید شدند. خورخه ویدلا بعداً در دادگاه به جرم جنایت علیه بشریت به حبس ابد محکوم شد.
اوا پرون از رهبران آرژانتین بود که کمک شایانی به مردم فقیر این کشور کرد و شخصیتی بسیار محبوب بود.
اقتصاد آرژانتین در پی بحران پولی و اقتصادی سال ۲۰۰۲ در حال فروپاشی بود اما نستور کیرشنر، رئیس‌جمهوری پیشین آرژانتین که از سال ۲۰۰۳ تا ۲۰۰۷ ریاست جمهوری این کشور را برعهده داشت موفق شد همهٔ بدهی آرژانتین، مبلغ ۹٫۵ میلیارد دلار، را به صندوق بین‌المللی پول پرداخت کند.
کریستینا فرناندز د کیرشنر، همسر نستور کیرشنر، برای نخستین بار در سال ۲۰۰۷ میلادی به عنوان جانشین همسرش موفق شد به کاخ ریاست جمهوری راه یابد. در سال ۲۰۱۱ نیز وی با اکثریت آرا در سمت خود ابقا شد. بر طبق قانون اساسی آرژانتین، رئیس‌جمهور اجازه ندارد برای سومین بار در انتخابات شرکت جوید، اما حزب کیرشنر در صدد است که با تغییر قانون اساسی راه را برای انتخاب وی، برای سومین بار فراهم کند که این امر اعتراضات گسترده‌ای را در کشور به دنبال داشته است. (در انتخابات بعدی ماکری به ریاست جمهوری این کشور انتخاب شد).

## جغرافیا

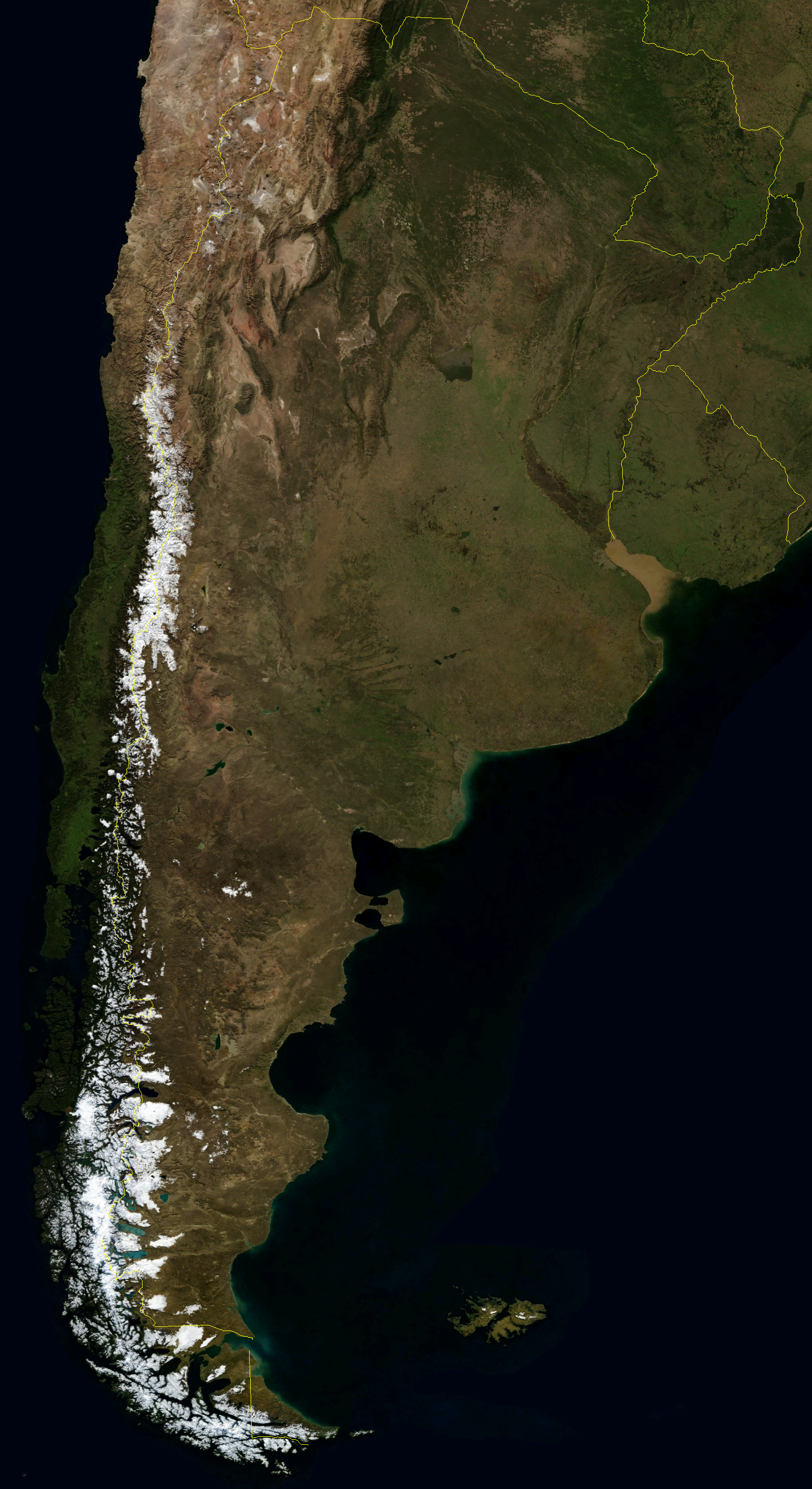
تصویر ماهواره‌ای از نقشه آرژانتین

آرژانتین در فهرست وسعت کشورها هشتم در جهان است. آرژانتین وسعتی به مساحت ۲٬۷۸۰٬۴۰۰ کیلومتر مربع از این قاره را اشغال کرده که بین آند (رشته کوه) در غرب و اقیانوس اطلس جنوبی در شرق و جنوب واقع شده است. این کشور از شمال با پاراگوئه و بولیوی، از شمال شرق با برزیل و اروگوئه، و از جنوب و غرب با شیلی مرز مشترک دارد.
مرز آرژانتین تقریباً از شمال تا جنوب ۳۷۰۰ کیلومتر، و از شرق تا غرب ۱۴۰۰ کیلومتر می‌باشد. این کشور را می‌توان تقریباً به چهار قسمت تقسیم نمود: دشت‌های حاصلخیز پامپا در مرکز کشور، قسمت کشاورزی در فلات، جلگه غنی از نفت پاتاگونیا در نیمه جنوبی پایین استان تییرا دل فیوگو؛ فلات‌های نیمه گرمسیری گرانچاکو در شمال، و رشته کوه‌های پرپیچ و خم آند در امتداد مرز غربی با شیلی.
بلندترین نقطه از سطح دریا در آرژانتین در استان مندوزا قرار دارد. کوه آکنکاگوا، در ارتفاع ۶٬۹۶۰ متر از سطح دریا، مرتفع‌ترین کوه کشورهای آمریکایی، در نیمکره جنوبی می‌باشد، و پست‌ترین نقطه در لاگونا دلکاربیون در استان سانتاکروز با ارتفاع ۱۰۵- متر (۳۴۴- فوت) زیر سطح دریا است. این نقطه همچنین پست‌ترین نقطه بر روی قاره آمریکای جنوبی می‌باشد. مرکز جغرافیایی کشور در بخش مرکزی جنوب لا پالما واقع شده است.

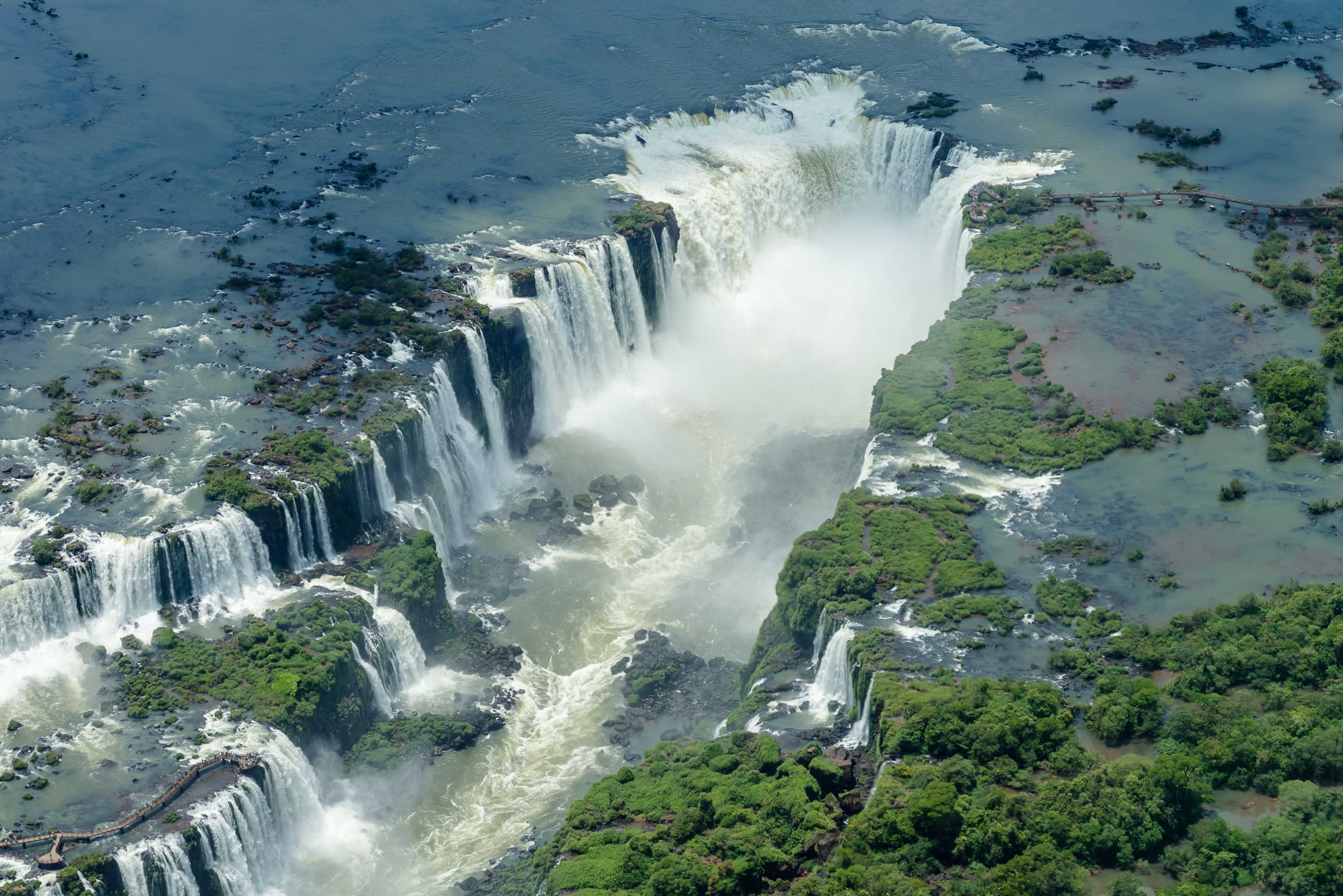
آبشار ایگواسو میان آرژانتین و برزیل

این کشور مدعی مالکیت محدوده‌های جزایر فالکلند
(به اسپانیایی: جزایر مالویناس) و جزایر جورجیای جنوبی و ساندویچ جنوبی می‌باشد. تحت عنوان جنوبگان آرژانتین، این کشور مدعی حاکمیت ² ۹۶۹۴۶۴ مایل مربع(۳۷۴۳۱۲ کیلومتر مربع) از قاره جنوبگان (قطب جنوب) است، که ادعاهای دیگری نیز دربارهٔ آنها از سوی شیلی و بریتانیای کبیر مطرح شده است.
این کشور نسبت به بخشی از جنوبگان ادعای ارضی دارد، جایی که برای مدت بیش از یک قرن پایگاه اورکاداس از آغاز سال ۱۹۰۴، تحت حضور اشغالگرانه و پیوسته دیگر کشورها قرار گرفته است.

## تقسیمات کشوری
آرژانتین به ۲۳ استان تقسیم می‌شود ("provincias"؛ مفرد: "provincia" است)، و ۱ شهر خودگردان (که معمولاً به‌عنوان «پایتخت فدرال» اما مشروطه شناخته می‌شود: «پایتخت جمهوری» یا «پایتخت کشور») که با ستاره مشخص می‌گردد؛
1. شهر خودگردان بوینس آیرس
2. استان بوئنوس آیرس
3. کاتامارکا
4. چاکو
5. چوبوت
6. کوردوبا
7. کورینتس
8. انتره ریوس
9. فورموسا
10. خوخوی
11. لا پامپا
12. لا ریوخا
13. مندوسا
14. میسیونس
15. نئوکن
16. ریو نگرو
17. سالتا
18. سان خوآن
19. سان لوئیس
20. سانتا کروس
21. سانتافه
22. سانتیاگو دل استرو
23. تیرا دل فوئگو
24. توکومان

نام رسمی کنونی بخش فدرال، «شهر خودگردان بوئنوس آیرس» می‌باشد. بوئنوس آیرس از زمان یکپارچگی کشور آرژانتین پایتخت آن بوده است، اما برنامه‌ای وجود داشته تا مرکز اداری کشور به مکان دیگری منتقل شود. طی دوره ریاست جمهوری رائول آلفونسو، قانونی تصویب شد که دستور می‌داد انتقال پایتخت فدرال به ویدما، شهری در استان پاتوگونیایی ریو نگرو منتقل شود. مطالعات پیرامون آن زمانی در حال انجام بود که مشکلات اقتصادی در سال ۱۹۸۹ این برنامه را از پای درآورد. اما این قانون هرگز رسماً لغو نشد، آن به یک یادگار تاریخی محض تبدیل شد، و برنامه آن نیز به فراموشی سپرده شد.
ایالات به واحدهای ثانویه کوچک‌تری تحت عنوان بخش‌های آرژانتین تقسیم می‌شوند. در این کشور ۳۷۶ بخش وجود دارد.  استان بوینس آیرس دارای ۱۳۴ واحد مشابه با آن به نام بلوک می‌باشد. بخش‌ها و بلوک‌ها نیز به زیرمجموعه‌های کوچک‌تر شهرداری‌ها یا نواحی تقسیم می‌شوند.
بزرگ‌ترین شهرهای اصلی در آرژانتین عبارت‌اند از بوئنوس آیرس(۳٬۰۵۴٬۰۰۰ نفر)، کوردوبا(۱٬۵۱۹٬۰۰۰ نفر)، روزاریو(۱٬۴۲۹٬۰۰۰ نفر)، مندوزا(۱٬۰۸۲٬۰۰۰ نفر)، توکومین، لاپلاتا، ماردل پلاتا، سالتا، سانتافه، سان خوآن، رزیستنسیا، و نوکوئین.
آرژانتین مدعی حاکمیت و کنترل جزایر فالکلند (جزایر مالویناس) و بخشی از قاره جنوبگان بوده، که هر دو را به‌عنوان قسمتی از استان تییرا دل فیوگو خود به‌شمار می‌آورد.

## فرهنگ

### زبان

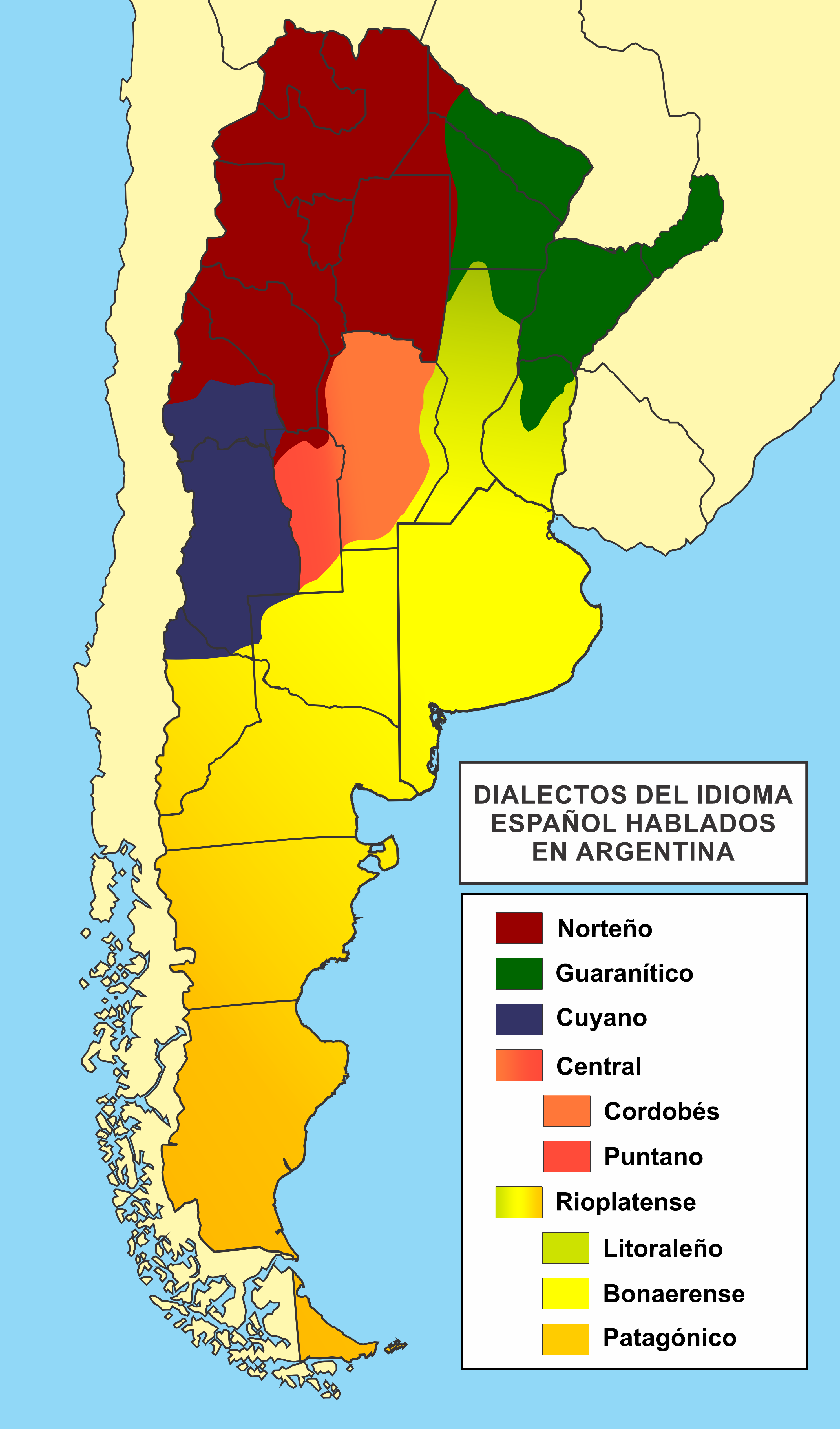
لهجه‌های اسپانیایی در مناطق آرژانتین

تنها زبان ملی رسمی در آرژانتین زبان اسپانیایی است که به آن کاستیایی (به اسپانیایی: castelleno) هم می‌گویند. با این حال، زبان گوارانی آمریندی همچنین در استان کورینتس جایگاه رسمی دارد. به زبان کوئچوا در سانتیاگو دل استرو، بوئنوس آیرس، و و شهر پایتخت تکلم می‌شود و ۸۵۰هزار نفر از متکلمان آن از جنوب بولیوی و ۶۶ هزار نفر گویشگران این زبان از به‌طور پراکنده در کشور و در سانتیاگو دل استرو وجود دارند.
۱۰۰هزار نفر از مردم ماپودونگون که به زبان ماپوچه صحبت می‌کنند، در ایالات نوکوئین، ریو نگرو، چوبوت، بوئنوس آیرس، و لا پامپا ساکن هستند.

## ارتش
رئیس‌جمهور آرژانتین رئیس کل قوای نظامی کشور آرژانتین است، و ارتش این کشور تحت نظارت وزارت دفاع قرار دارد.

## نکات خواندنی دربارهٔ آرژانتین

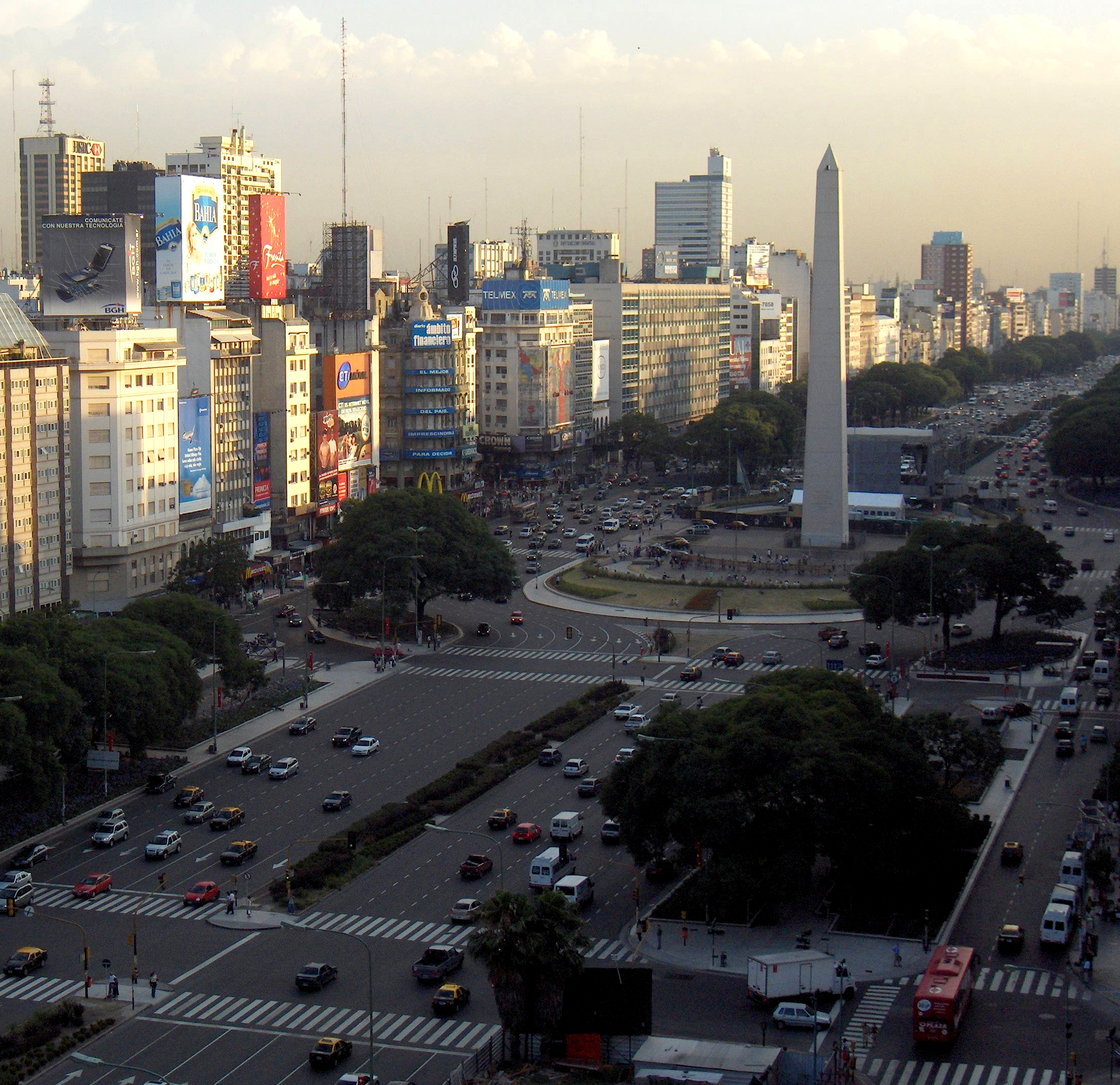
نهم جولای پهن‌ترین خیابان جهان در آرژانتین

- آرژانتین اولین کشور ملی مستقل در نیمکره جنوبی بوده است.
- دانشگاه ناسیونال کوردوبا دومین دانشگاه پرسابقه در آمریکای جنوبی است.
- پنج نفر آرژانتینی مختلف جایزه نوبل را (در رشته‌های شیمی، پزشکی و صلح) برده‌اند.
- شهر لاپلاتا اولین شهر در آمریکای لاتین بوده که صاحب روشنایی‌های برق در خیابان‌های خود شده است.
- تراموا در این شهر، اولین مترو احداث شده در نیمکره جنوبی بوده است.
- شهر مندوزا یکی از ۸ مرکز اصلی تولید شراب در دنیا است.
- آرژانتین بیشترین مصرف گوشت قرمز را در دنیا دارد.
- اولین شخص متولد شده در قاره جنوبگان امیلیو پالما، در پایگاه اسپرانزا، یک شهروند آرژانتینی بود.
- اولین شخص غیر اروپایی که به عنوان پاپ، رهبر کاتولیک‌های جهان شد پاپ فرانسیس آرژانتینی بود.

## نگارخانه

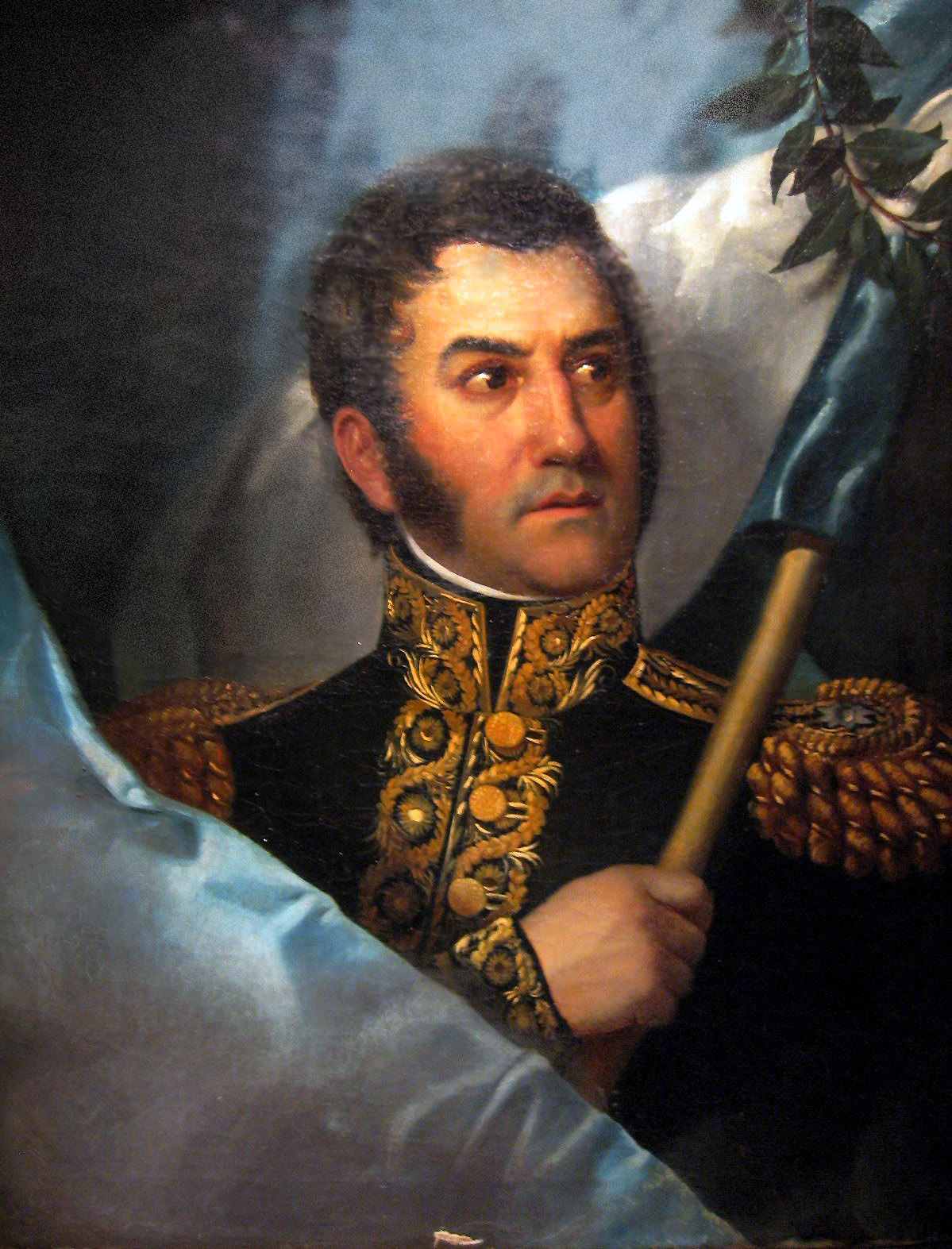
خوزه د سن مارتین، سپهسالار آرژانتینی
خورشید مه، نشان ملی آرژانتین
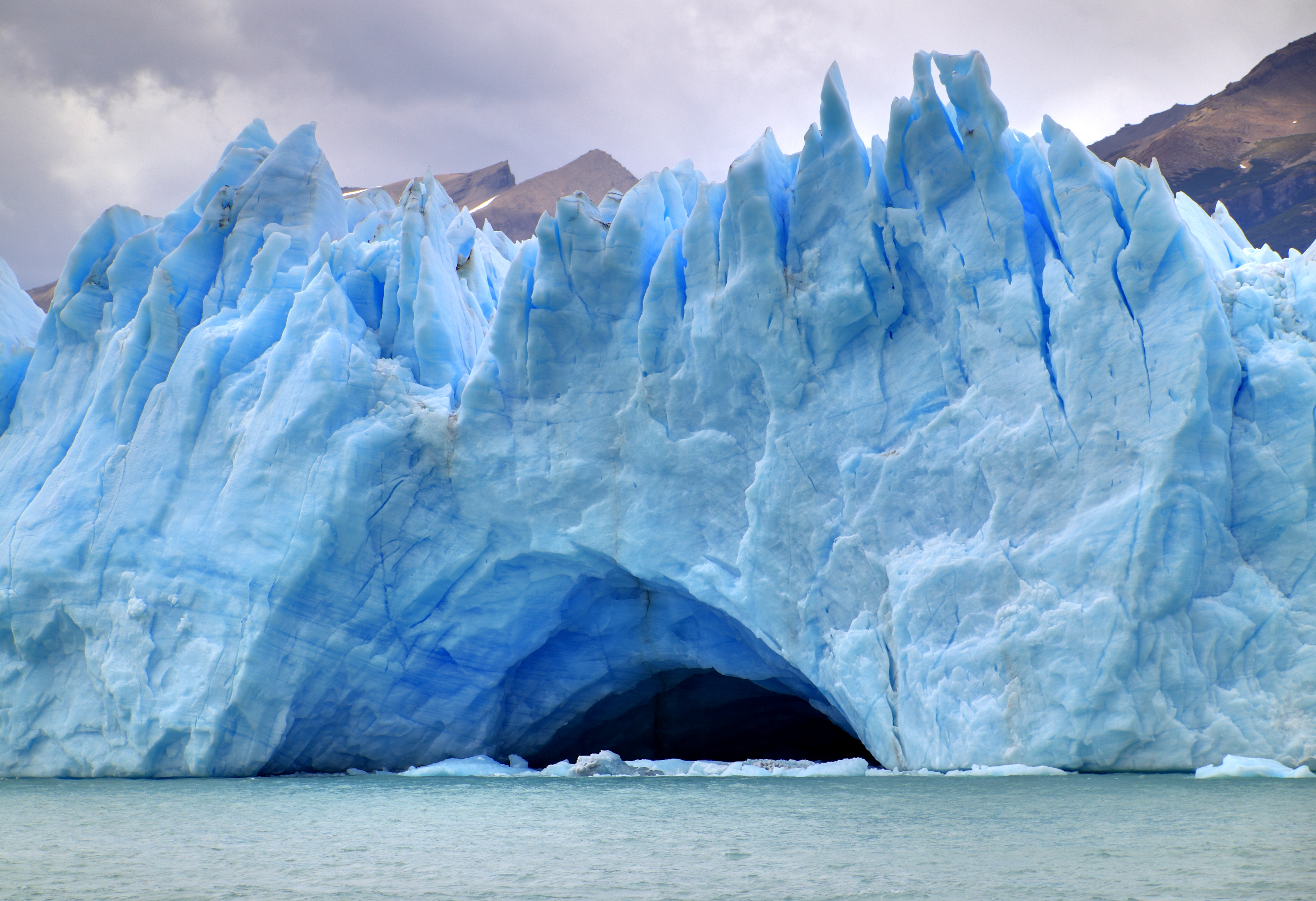
یخچال طبیعی پریتو مورنو
کلاه آزادی
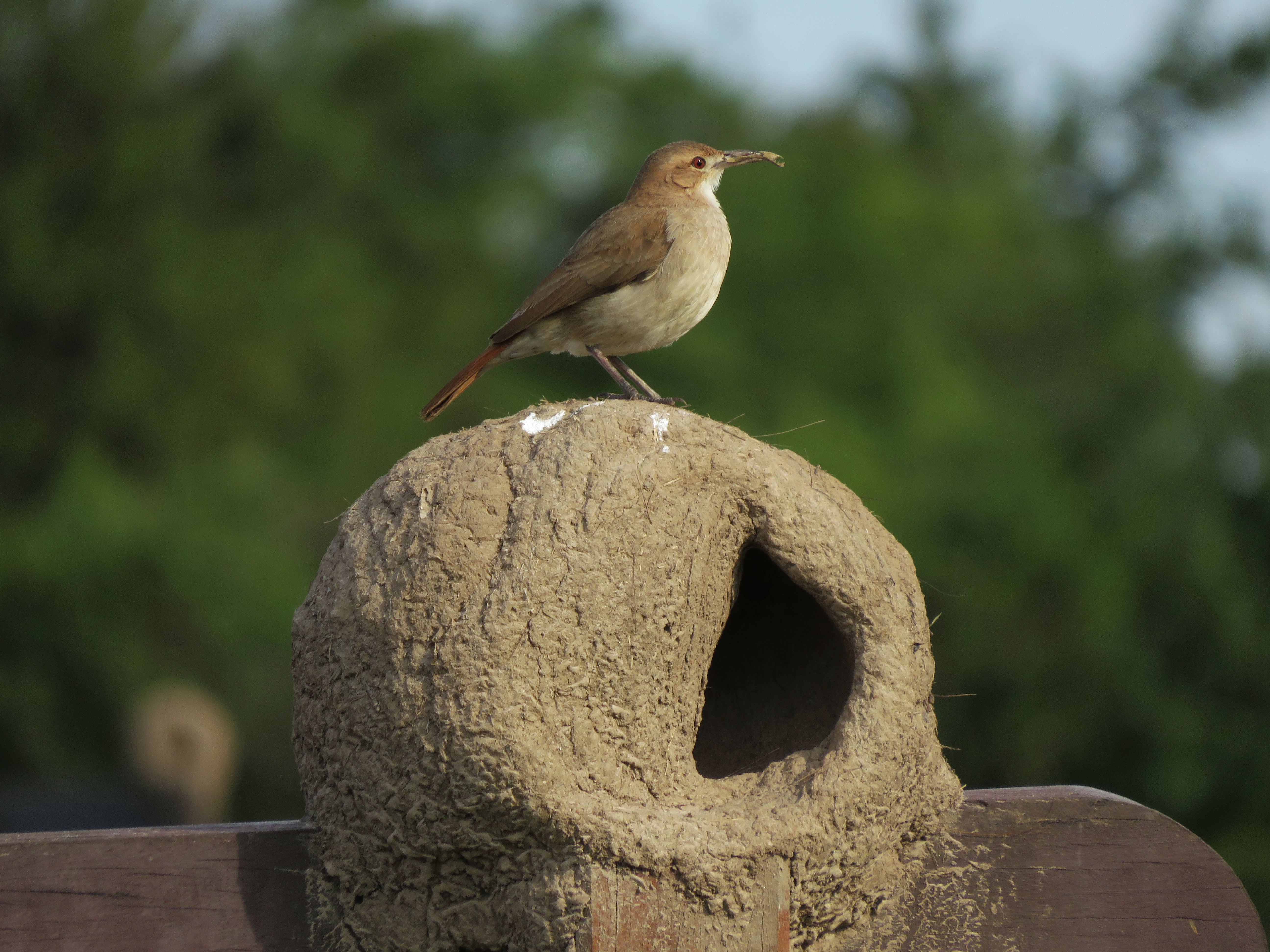
هورنرو حنایی، پرنده ملی آرژانتین